# Sterlina irlandese
La sterlina irlandese, più correttamente lira irlandese (in inglese Irish pound, in Lingua gaelica punt), fu la valuta della Repubblica d'Irlanda dal 1979 fino al suo rimpiazzo da parte dell'euro avvenuto formalmente il 1º gennaio 1999 e de facto il 9 febbraio 2002, giorno in cui la valuta fisica cessò la sua circolazione.
Era divisa in 100 penny (plurale pence)
L'Irlanda fin dal 1826 ha seguito il sistema monetario britannico. Come il Regno Unito, l'Irlanda ha adottato il sistema decimale il 15 febbraio 1971 — conosciuto come Decimal Day — con lo stesso insieme di valori (½, 1, 2, 5, 10, e 50 pence), pesi e dimensioni delle monete britanniche ma con immagini differenti, come già avvenuto dall'introduzione di monetazione irlandese indipendente nel 1928.
La separazione dalla sterlina britannica avvenne nel 1979, assumendo la denominazione di Irish pound (in inglese) o Punt, (in irlandese).
Le monete emesse dopo il 1979 (20p e £1) furono completamente differenti da quelle inglesi ed una nuova trasformazione si ebbe all'inizio degli anni novanta, con una riduzione delle dimensioni delle monete da 5p e 10p.
Il 1º gennaio 1999 entrò in vigore l'Euro, il cui tasso di cambio irrevocabile con la sterlina era stato fissato il giorno precedente in 0,787564 sterline irlandesi per 1 euro. Da quel momento la sterlina rimase in vigore solo come espressione non decimale dell'euro, anche se monete e banconote continuavano ad essere denominate in sterline. Per tutte le forme di pagamento "non-fisiche" (trasferimenti elettronici, titoli, ecc.), invece, da quella data si adottò solo l'euro.
Il 1º gennaio 2002, con l'entrata in circolazione delle monete e banconote in euro, si aprì una fase di doppia circolazione, durata fino al 9 febbraio 2002.
Le vecchie monete e banconote in sterline possono ancora essere cambiate in euro, senza limite di tempo.